# Mercedes (marca)
Nota: Este artigo é sobre a marca de automóveis da Daimler-Motoren-Gesellschaft. Para a marca pós-1926, veja Mercedes-Benz. Para outros significados, veja Mercedes.

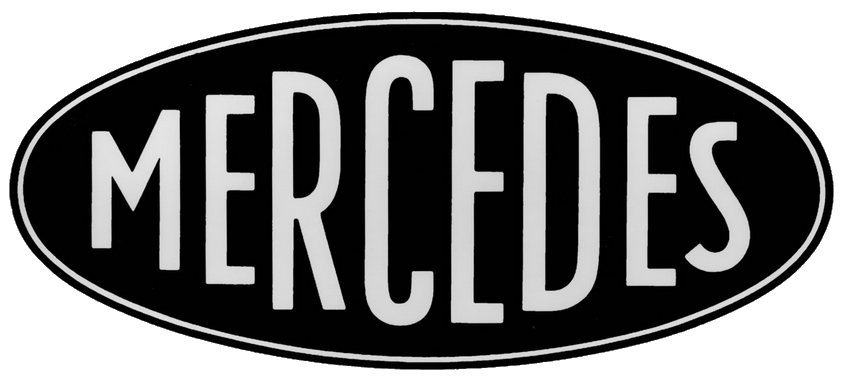
Logotipo da Mercedes de 1902

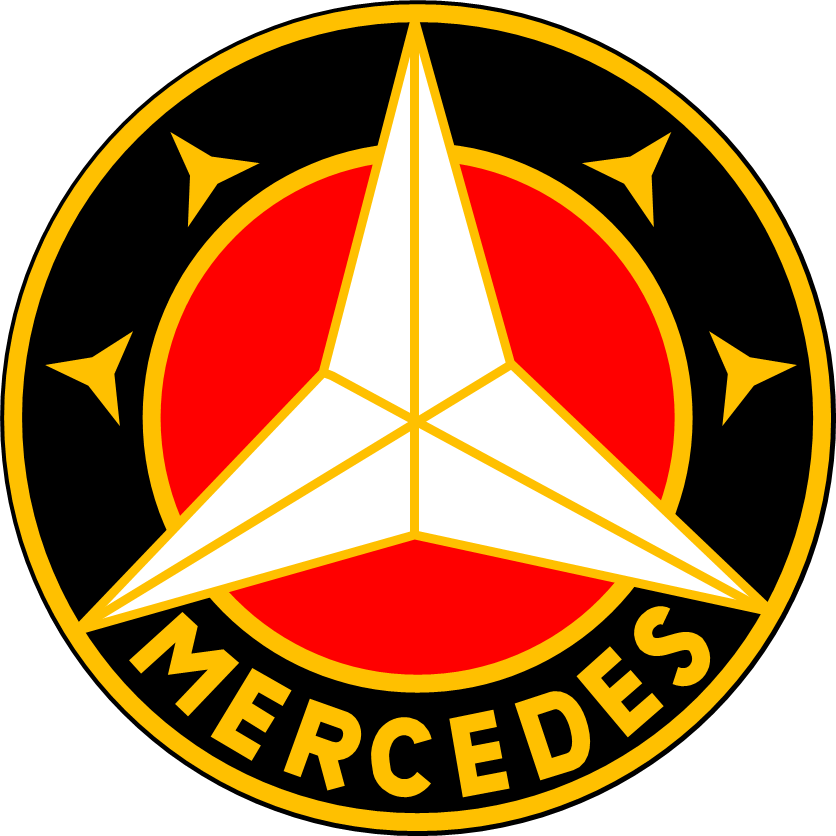
Logotipo da Mercedes de 1916

Mercedes (alemão: [mɛɐ̯ˈtseːdəs]) foi uma marca de automóveis da Daimler-Motoren-Gesellschaft (DMG). A DMG começou a se desenvolver em 1900, após a morte de seu cofundador, Gottlieb Daimler. Embora o nome não tenha sido apresentado como um nome comercial até 23 de junho de 1902 e não fosse registrado legalmente até 26 de setembro, o nome da marca seria eventualmente aplicado a um modelo de automóvel construído por Wilhelm Maybach de acordo com as especificações de Emil Jellinek, entregue a ele em 22 de dezembro de 1900. Pelo contrato de Jellinek, o novo modelo continha um novo motor designado "Daimler-Mercedes". Este nome de motor é a primeira instância do uso do nome, "Mercedes", pela DMG. O design do automóvel seria posteriormente denominado Mercedes 35 hp.
Emil Jellinek era um diplomata austríaco baseado em Nice, que administrava um lucrativo negócio de venda de carros e, como entusiasta das corridas, dirigia carros da DMG sob o pseudônimo de Mercédès, em homenagem a sua filha, Mercédès Jellinek. Posteriormente, ele contratou a DMG para uma pequena série de carros esportivos dedicados contendo um motor que oficialmente trazia o nome de sua filha. Ele competiu com esses carros alcançando muito sucesso, ganhando reconhecimento de que o interesse crescente por clientes, Jellinek foi colocado no conselho de administração da DMG. Este modelo foi um avanço significativo na história dos automóveis. O modelo foi lançado para venda em 1901 sob o nome Mercedes 35 hp e, devido ao sucesso do modelo, a DMG começou a aplicar o nome como uma série para outros modelos, como Mercedes 8/11 hp e Mercedes 40 hp Simplex. Jellinek parece ter ficado obcecado com o nome e até mudou seu nome para Jellinek-Mercedes. Maybach deixou a DMG em 1907 e iniciou sua própria empresa.
O nome Mercedes, posteriormente, foi usado para representar a DMG em outra nova marca, a Mercedes-Benz, criada em 1926, quando foi aplicada a todos os veículos produzidos pela nova empresa, a Daimler-Benz AG, resultante da fusão entre a Benz & Cie. e a Daimler Motoren Gesellschaft naquele ano. O sobrenome de Karl Benz foi mantido na nova marca, mas como a DMG vendeu licenças exclusivas para empresas estrangeiras, ela não pôde usar o nome de seu fundador, Gottlieb Daimler, legalmente em todos os países e decidiram adotar o nome de seu modelo popular. Como Jellinek era membro do conselho de diretores na época da fusão, o nome foi promovido para dar continuidade à boa sorte para a nova empresa.